# Новейшая история. Семнадцать мгновений весны 25 лет спустя
«Новейшая история. Семнадцать мгновений весны 25 лет спустя» — двухсерийный документальный фильм Леонида Парфёнова об истории создания телефильма «Семнадцать мгновений весны».
Фильм вышел в серии «Новейшая история», раздел «Кинематограф» на канале «НТВ» в 1998 году.

## Сюжет
Фильм представляет собой воспоминания участников съёмочной группы, актёров телефильма «Семнадцать мгновений весны» о процессе съёмок, журналистские расследования исторических подробностей, отражённых в фильме.
Первые кадры документального фильма (с прогулкой ведущего Леонида Парфёнова и режиссёра Татьяны Лиозновой в весеннем лесу под ностальгическую музыку Таривердиева) отсылают зрителя к первым кадрам телефильма (прогулка Штирлица и фрау Заурих).

## Участники
- Леонид Парфёнов — ведущий
- Татьяна Лиознова
- Вячеслав Тихонов
- Леонид Броневой
- Олег Табаков
- Леонид Куравлёв
- Лев Дуров
- Вячеслав Шалевич
- Элеонора Шашкова
- Евгений Лазарев
- Иосиф Кобзон
- Георгий Пипия
- Ольга Семёнова
- Всеволод Ежов
- Теодор Гладков
- Наталья Катаева
- Владимир Дуленков
- Мариам Быховская
- Леонард Бухов
- Вера Таривердиева
- Татьяна Чередниченко

## Съёмочная группа
- Ведущий: Леонид Парфёнов
- Идея: Евгений Киселёв
- Автор: Сергей Костин
- Режиссёр:
  - Сергей Кожевников
  - Александр Левин
- Оператор:
  - Ефим Любинский
  - Мартыньш Пунаис
- Композитор: Алексей Шелыгин
- Продюсеры:
  - Александр Левин
  - Ефим Любинский

## Факты, озвученные в фильме
- Съёмки фильма начались в павильонах Киностудии им. М. Горького в 1970 году, велись в Москве, Риге и Грузии, в 1971 году съёмочная группа выехала в ГДР, где работала в Берлине и Майсене, а всего съёмки продолжались более трёх лет.
- Режиссёр Татьяна Лиознова за 25 лет, разделяющие телевизионный и документальные фильмы, впервые на телевидении рассказывает о создании «Семнадцати мгновений весны».
- Куратором фильма от КГБ выступил Семён Цвигун, консультантом на съёмочной площадке — полковник КГБ Георгий Пипия. Оба они фигурируют в титрах под псевдонимами — С. К. Мишин и Г. В. Колх соответственно (слово «Колх», по всей видимости, произошло от названия Колхида).
- Работая над фильмом, сценарист и автор сюжета Юлиан Семёнов подолгу смотрел немецкую хронику, изучал воспоминания Вальтера Шелленберга, дневники Йозефа Геббельса. Семенов разыскал Карла Вольфа (1900—1984) и советника Аллена Даллеса Пола Блюма и встречался с ними. Идеей, которая осенила Юлиана Семёнова на образ Штирлица, писатель Теодор Гладков называет в фильме советского агента в гестапо Вилли Лемана.
- Изначально сценарий «17 мгновений» был продан на «Ленфильм». Юлиан Семёнов послал телеграмму Лапину, в которой сообщал об отзыве сценария с «Ленфильма» и передаче его на Киностудию им. М. Горького для постановки Лиозновой. При этом вернул полученные за сценарий деньги.
- Знаменитая сцена свидания Штирлица с женой появилась после рассказа нелегала Конона Молодого Вячеславу Тихонову. Сцену в сценарий вставили специально, и выглядеть она должна была следующим образом: в Берлин жену привозят вместе с сыном. Мальчик должен был в кафе играть за столиком с игрушечным клоуном, у которого в руках медные тарелочки. Одна из них отваливается, и жена оставляет её на блюдце. Штирлиц видит это, и улучив момент, забирает на память (далее, в одной сцене показано, что Штирлиц использует тарелочку в виде брелока). В последний момент Лиознова решила снимать сцену без ребёнка, а брелок так и остался в кадре — в других сериях Штирлиц несколько раз вертит его в руках.
- Телевизионный гардероб Штирлица состоял из 100 белых рубашек, 11 костюмов, гражданских пиджаков, полевого кителя, парадного мундира, фрака.
- Первым претендентом на исполнение песен к «Семнадцати мгновениям весны» был Муслим Магомаев. Исполнение Магомаева не устроило Лиознову, и на пробы приглашались Валерий Ободзинский, Вадим Мулерман, Валентина Толкунова… По легенде Иосифа Кобзона пригласили шестнадцатым.
- После успеха музыки Микаэла Таривердиева в Союзе композиторов появляется международная телеграмма «Поздравляю успехом своей музыки вашем фильме. Франсис Ле», после которой Таривердиева обвиняют в плагиате, его песни вытесняются из эфира. Позже Франсис Ле сообщит, что не предъявлял никаких претензий, телеграмма была фальшивкой.
- Рисунок роли Штирлица определили как «Внешняя сдержанность, исполненная внутренней силы».
- На вопрос Юлиана Семёнова «Слава, как тебе удается так прекрасно думать — я вижу, что ты думаешь на экране» Вячеслав Тихонов ответил: «Всё очень просто — я прокручиваю в голове всю таблицу умножения».
- Сцена совещания у Шелленберга, когда шеф СД гневно отчитывает подчиненных — немая. Но во время съемок, которые проходили далеко за полночь, текст произносить было нужно. Олег Табаков тоном недовольного начальника открывает заседание словами: «Товарищи, это безобразие! Мы тут сидим до двух-трёх ночи, пора уже этому положить конец!». Этот текст произносился при включённой камере и опешившей Лиозновой. Статисты всерьёз восприняли слова Табакова. После команды режиссёра «Стоп» разразился безудержный хохот.
- Швейцарский Берн снимался в Майсене, небольшом городке возле Дрездена (путь к проваленной явочной квартире профессора Плейшнера)[2]. В Прибалтике снимали большую часть натуры. Оставшуюся часть снимали в ГДР. Цветочную улицу и место встречи Штирлица с Борманом снимают в Риге. Медвежат Бернского зоопарка, на которых смотрит профессор Плейшнер, — в Тбилиси. Баварские Альпы, место, где пастор Шлаг впервые встал на лыжи, снимали в Бакуриани.
- Изначально в телефильме вместо младенцев собирались снимать кукол, но от этой идеи отказались, так как их статичность слишком заметна. Поэтому дети в кадре настоящие. Из-за того, что малыши быстро растут, съёмочной группе пришлось снимать шесть разных младенцев.
- Застенки гестапо снимали в Бутырской тюрьме.
- Производство телефильма затянулось на срок более трёх лет. По этому поводу Андропов заметил Цвигуну, что «Картина снимается дольше, чем война длилась!».
- Телефильм планировали выпустить на телеэкран к 9 мая, но из-за того, что все серии лично принимал Андропов, а он смотрел 14 часов картины в три приема по 4 серии, притом по ночам, к зрителю «Семнадцать мгновений весны» попали лишь в августе 1973 года. У председателя КГБ возникло только одно замечание — не отражена роль германского рабочего движения в борьбе с нацизмом. В фильм вставили упоминание об Эрнсте Тельмане и соответствующий фрагмент кинохроники 1930-х годов.
- Леониду Куравлёву долго не давался образ Айсмана. Чтобы помочь ему, Лиознова сделала Айсмана одноглазым. За чёрной повязкой должна была читаться биография жесткого, бывалого бойца: «Ты своим одним глазом должен протыкать человека насквозь».
- Директор картины Ефим Лебединский приглашал на съемки в качестве статистов своих многочисленных родственников и знакомых. В результате в кадре не раз появляются эсэсовцы явно неарийской внешности. С. К. Цвигун по этому поводу однажды поинтересовался: «У нас фильм про немецкую армию или про израильскую?»

От участия в фильме отказалась Екатерина Градова.
В 2002 году фильм вышел на DVD (дистрибьютор — «Мастер Тэйп»).